# رزیدنت ایول ۳ (بازی ویدئویی ۲۰۲۰)
رزیدنت ایول ۳ (به انگلیسی: Resident Evil 3) یک بازی ویدئویی در سبک ترس و بقا است که توسط کپ‌کام ساخته و منتشر شده است. این بازی به عنوان نسخه بازخلق‌شده رزیدنت ایول ۳: نمسیس (۱۹۹۹) محسوب می‌شود و داستان بازی روایتگر شخصیت جیل ولنتاین در شهر راکون و تلاش وی برای فرار از آخرالزمان زامبی‌ها است، در حالی که توسط یک سلاح بیولوژیکی هوشمند به نام نمسیس شکار می‌شود. رزیدنت ایول ۳ در تاریخ ۳ آوریل ۲۰۲۰ برای پلت‌فرم‌های مایکروسافت ویندوز، پلی‌استیشن ۴، و ایکس‌باکس وان منتشر شد. بازی همچنین دارای حالت چندنفره آنلاین تحت نام رزیدنت ایول: رزیستنس می‌باشد.
رزیدنت ایول ۳ به‌طور کلی با واکنش‌های مثبتی از سوی منتقدان همراه بود، که روایت داستانی مورد قبول، جو سنگین، و گرافیک آن مورد تحسین قرار گرفت اما منتقدان نسبت به زمان کوتاه بازی و نکات گمشده‌ای از نسخه اصلی انتقاداتی داشتند. نسخه‌ای با پیشرفت گرافیکی در ژوئن ۲۰۲۲ برای کنسول‌های پلی‌استیشن ۵ و ایکس‌باکس سری اکس/اس عرضه شد، در حالی که نسخهٔ ویندوز به‌وسیله یک وصله بهبود می‌یابد. نسخه‌ای ابری نیز در نوامبر ۲۰۲۲ برای کنسول نینتندو سوئیچ در دسترس قرار گرفت.

## گیم‌پلی
رزیدنت ایول ۳ یک بازی تیراندازی سوم شخص و ترس و بقا است که نسخه بازخلق‌شده از رزیدنت ایول ۳: نمسیس محسوب می‌شود که در سال ۱۹۹۹ برای پلی‌استیشن منتشر شد. برخلاف نسخه اصلی، که از زوایای دوربین ثابت استفاده می‌کند، یک بازی با زاویهٔ دید سوم شخص مشابه با عنوان رزیدنت ایول ۲ در سال ۲۰۱۹ است. بازیکن در بیشتر طول بازی، کنترل شخصیت جیل ولنتاین، قهرمان زن سری رزیدنت ایول را به‌دست می‌گیرد؛ در بخش‌های خاصی از بازی، بازیکن باید برای دوره‌های کوتاهی کنترل یک شخصیت مکمل، کارلوس اولیویرا را به‌دست بگیرد. این بازی همچنین شامل دارای یک حالت چندنفره آنلاین، تحت نام رزیدنت ایول: رزیستنس است که یک تیم متشکل از چهار بازیکن را در مقابل «طراح» قرار می‌دهد که می‌تواند تله‌ها، دشمنان و دیگر خطرات را ایجاد کند. میان‌پرده‌هایی با رویداد فوری در فواصل زمانی منظم برای پیشبرد داستان نمایش داده می‌شوند.

## داستان
این داستان در سال ۱۹۹۸ به صورت همزمان با حوادث رزیدنت ایول ۲ منتشر شد. بازیکنان پلیس سابق جیل ولنتاین را در حین تلاش برای فرار از شهر راکون در حین یک مکاشفه زامبی که ناشی از شیوع ویروس تی است، کنترل می‌کنند. او توسط یک جنگ‌افزار میکروبی باهوش شناخته‌شده به نام نمسیس شکار می‌شود که تلاش می‌کند او و تمامی اعضای باقیمانده بخش پلیس، تاکتیک‌ها و سرویس نجات (S.T.A.R.S) را بکشد.
این بازی همچنین به دنبال مزدور کارلوس اولیویرا است که توسط آمبرلا استخدام شد تا به بازماندگان کمک کند.

## توسعه
رزیدنت ایول ۳ حدود سه سال پیش از اعلام این خبر در سال ۲۰۱۹ در حال توسعه بود. شرکت کپ‌کام با شرکت K2 و شرکت تابعه آن M-Two تأسیس شد که توسط مدیر عامل سابق پلاتینیوم گیمز تاتسویا می‌نامی تأسیس شد، و با استفاده از موتور RE که در رزیدنت ایول ۷، شیطان هم می‌گرید ۵ و بازسازی رزیدنت ایول ۲ استفاده شده‌بود، ساخته شد.
تولیدکنندگان ماساچیکا کاواتا و پیتر fabiano گفتند که این تیم سعی کرد به روش عمل‌گرا بیشتری نسبت به بازی اصلی احترام بگذارد. آن‌ها طراحی‌های شخصیت را بر طبق آن تغییر دادند، و جیل در حالی که لباس عملی بیشتری به تن داشت. نمسیس، یکی از جنبه‌های اصلی بازی، دوباره طراحی شد و روش‌های جدیدی برای ردیابی بازیکنان در مقایسه با تایرنت، در رزیدنت ایول ۲ ارائه داد.

## انتشار
رزیدنت ایول ۳ در دسامبر ۲۰۱۹ در طی یک برنامه پلی‌استیشن آنلاین اعلام شد و در تاریخ ۳ آوریل ۲۰۲۰، برای پلی‌استیشن ۴، ایکس‌باکس وان و مایکروسافت ویندوز منتشر شد. یک نسخه محدود برای نسخه‌های کنسول در دسترس قرار خواهد گرفت که دارای ویژگی‌های جیل ولنتاین، پوستر نقشه شهر راکون و دو دیسک موسیقی متن را به نمایش می‌گذارد.
یک نسخه نمایشی از این بازی در ۱۹ مارس ۲۰۲۰ با یک رزیدنت ایول: بتای مقاومت که برای ۲۷ مارس برنامه‌ریزی شده است، منتشر شد.

## بازتاب‌ها
| گردآورنده | امتیاز                                 |
| --------- | -------------------------------------- |
| متاکریتیک | (PC) ۷۷/۱۰۰ (PS4) ۷۹/۱۰۰ (XONE) ۸۴/۱۰۰ |

| ناشر                     | امتیاز |
| ------------------------ | ------ |
| دستراکتید                | ۸/۱۰   |
| ایزی الایز               | ۸٫۵/۱۰ |
| الکترونیک گیمینگ مانثلی  | [ ۶ ]  |
| فامیتسو                  | ۳۶/۴۰  |
| گیم اینفورمر             | ۹/۱۰   |
| گیم رولیشن               | [ ۹ ]  |
| گیم‌اسپات                 | ۶/۱۰   |
| گیمز ریدار+              | [ ۱۱ ] |
| هاردکور گیمر             | [ ۱۲ ] |
| آی‌جی‌ان                   | ۹/۱۰   |
| Jeuxvideo.com            | ۱۵/۲۰  |
| پی‌سی گیمر (ایالات متحده) | ۵۸/۱۰۰ |
| پی‌سی‌گیمزان               | ۷/۱۰   |
| یواس‌گیمر                 | [ ۱۷ ] |
| وی‌جی۲۴۷                  | [ ۱۸ ] |
| VideoGamer.com           | ۸/۱۰   |